# 第7期本因坊戦

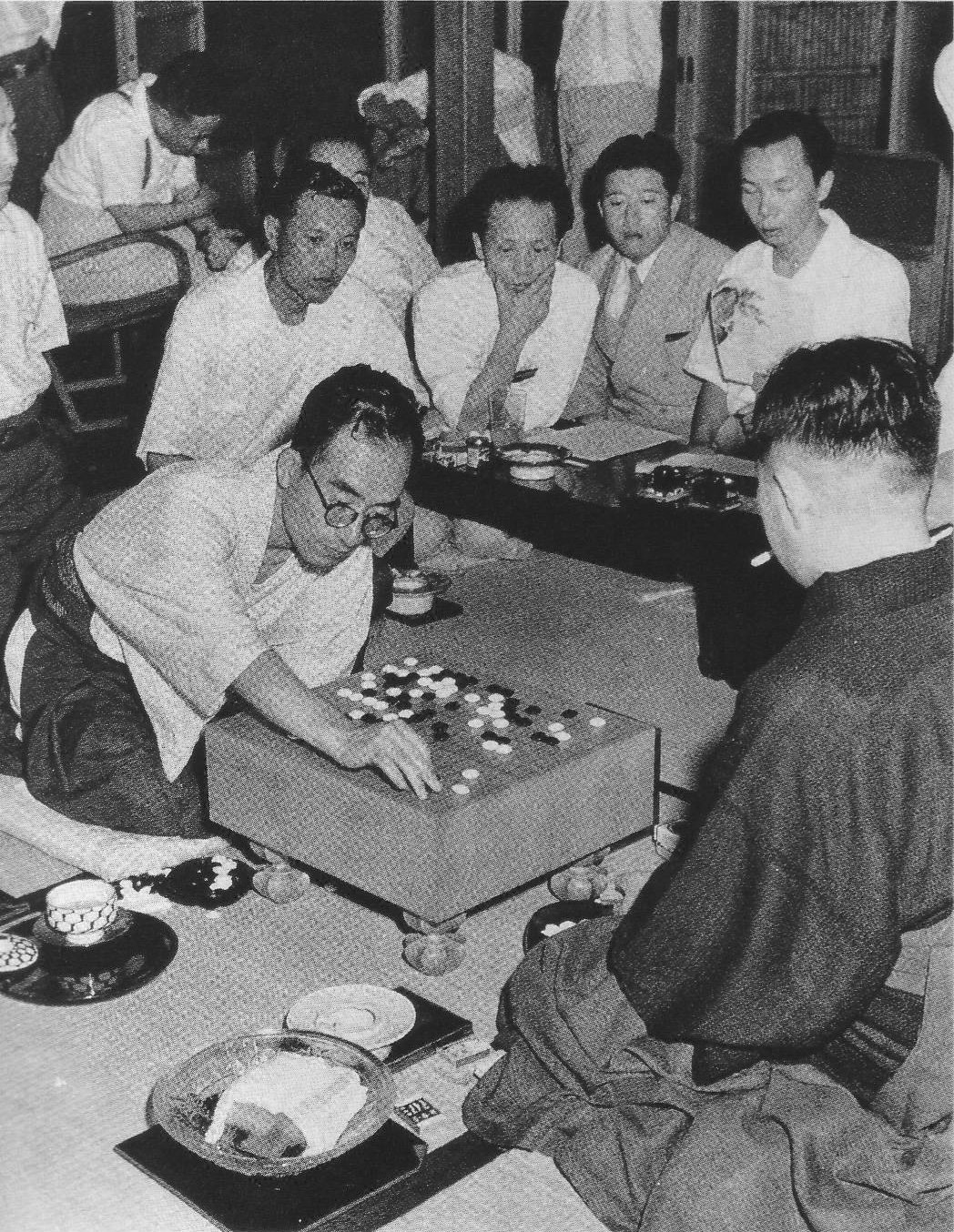
第七期本因坊戦第五局、橋本昭宇本因坊と対局中の高川格。

第7期本因坊戦（だい7きほんいんぼうせん）は、第6期終了後の1951年（昭和26年）に開始され、1952年6月からの関西棋院の橋本昭宇（橋本宇太郎）と挑戦者の高川格七段（日本棋院）による七番勝負で、高川が4勝3敗で本因坊位を獲得し、本因坊秀格を号した。これにより橋本が本因坊位を持ったまま日本棋院から独立して創設した関西棋院から、日本棋院に本因坊位が奪還されることになった。また、これ以降、高川は本因坊9連覇の記録を作ることになる。

## 開催の経緯
1951年6月に第6期が橋本の防衛にて終了した後、1950年に日本棋院から完全独立していた関西棋院棋士の参加資格が整理されないために開催が遅れ、11月になって第8期の予選が開始された。予選参加資格は五段以上だが、関西棋院にて昇段した段位を認めるかも未解決のままだった。
挑戦者決定リーグは8名で、これ以降定着する。リーグの4名は前期リーグの4位まで、残りは日本棋院33名と関西棋院6名が4組に分かれて行った予選トーナメントの優勝者とした。ただし予選参加資格は1951年3月31日時点での五段以上の棋士とした。

## 方式
- 参加棋士 : 日本棋院（関西棋院を含む）の棋士の五段以上。
- 前期挑戦者決定リーグの上位4名と、予選勝ち抜き者4名による挑戦者決定リーグ戦を行う。
- コミは4目半。
- 持時間は、リーグ戦は各10時間、挑戦手合は各11時間。（対局者同士で10時間から13時間の範囲で合意）

## 結果

### 挑戦者決定リーグ
予選トーナメントからは、瀬川良雄五段、鯛中新六段（関西）、高川格七段、宮下秀洋七段がリーグ入り。高川は予選で炭野武司、島村利博、梶原武雄に勝って、前期陥落からの復帰となった。前期リーグからは坂田栄男七段、木谷實八段、長谷川章七段、藤沢庫之助九段の4名が上位だったが、藤沢は同年に始まっていた呉清源との十番碁及び四番碁に専念するために棄権し、リーグ戦は7名で行われることになった。
リーグ戦は、木谷、坂田、宮下、鯛中、高川の5名が4勝2敗となった。この5名で同率決定戦トーナメントを行い、決勝は1952年4月で、高川が坂田を破って挑戦者となった。
プレーオフ
- 1回戦:坂田栄男-勝-木谷實。
- 2回戦:坂田栄男-勝-宮下秀洋、高川格-勝-鯛中新。
- 決勝戦:高川-勝-坂田

### 挑戦手合七番勝負
持時間は、高川は13時間、橋本宇太郎は10時間を主張して2か月間紛糾し、折衝により11時間となった。
1局目は序盤は黒番の高川が優勢だったが、白番橋本の128手目の切りの妙手があり、終盤に有名な「高川の尻抜け」と呼ばれる見損じがあり、橋本中押勝。高川は緊張して食事もほとんど喉を通らず、打掛けの夜も一睡も出来ず鼻血を出したほどだった。
2局目は白番高川が、ゆっくりしたコミにかける打ち方で勝ち、橋本はこの碁の局後に「まるでぬるま湯につかっているみたいだ」と評した。
3局目は激戦となったが黒番高川が勝ち。4局目も白番高川が手厚く打って、名局と言われる碁で勝ち。5局目は将棋の陣屋事件のあった直後の鶴巻温泉陣屋旅館で行われ、高川が勝って4勝1敗で本因坊位に就いた。
| 対局者     | 1 6月25–26日 | 2 7月9–10日 | 3 7月23–24日 | 4 8月6–7日 | 5 8月20–21日 | 6 | 7 |
| ---------- | ------------ | ----------- | ------------ | ---------- | ------------ | - | - |
| 本因坊昭宇 | ○中押        | △×          | ×            | △×         | ×            | - | - |
| 高川格     | △×           | ○8目半      | △○中押       | ○3目半     | △○中押       | - | - |

観戦記者は、1局目倉島竹二郎、2局目梅崎春生、3局目榊山潤、4局目火野葦平、5局目尾崎一雄。これ以後尾崎一雄が書けば高川が勝つというジンクスも生まれた。

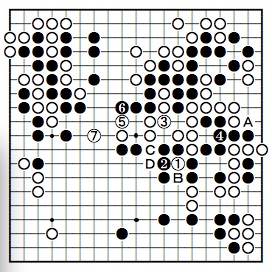
第1局-譜1（128-134手）

本因坊就位式は9月1日に行われ、高川は秀格を号する。これに続いて前年から行われていた呉清源と本因坊の三番碁があり、手合割は九段の呉に対して七段の高川を一段格上げして先相先とし、呉が3-0という結果となった。
また1952年に高川の後援会「天元会」が作られていたが、1局目に高川が寝られなかったことを会長の御手洗毅に話すと、御手洗は知人の医者に頼んで特注の睡眠薬を作ってもらい、以後の本因坊戦でも毎年その睡眠薬が届けられた。

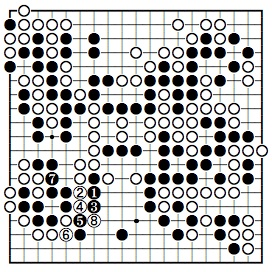
第1局-譜2（195-202手）

譜1：白1（128手目）が妙手で、黒2と取れば後に白Aの渡りが残り、黒がBに取れば白C黒Dで白先手になる。黒4と右辺を止め、白は5から中央に進出した。
譜2：白は右下のコウで戦果を挙げ、黒は中央白に襲いかかるが、195手目黒1の時に、白2から8と切られて困った。高川は1、3の黒3子を助ければ、黒5の2子は捨てても白の大石が取れるものと勘違いしていたが、無論2子を取られてはダメで、「高川の尻抜け」と呼ばれた。

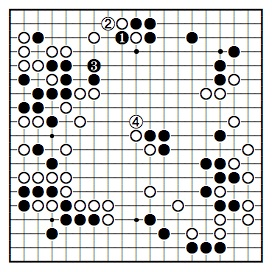
第4局（93-96手）

左下で白が手厚い定石を選び、黒が地合で先行したが、白が右辺黒をいじめたところで、95手目の黒3が敗着で、白4と伸びて優勢になった。左辺の黒は封鎖されても生きが残っているので4に先着すべきだった。立会人の岩本薫はこの碁を高川の傑作であると言い、高川自身も会心局に挙げている。